# Dardi (popolo)
I Dardi sono un popolo indoeuropeo che abita la valle del Ladakh e nella regione di Gilgit-Baltistan, più in generale una fascia estesa dall'Afghanistan orientale all'India settentrionale. Comunità isolate di Dardi vivono anche in Cina.

## Origine del nome
Il nome "Dardi" è dovuto a Erodoto, che descrisse la terra dei Dardikai in un'area corrispondente all'odierno Afghanistan nord-orientale.

## Lingua
La definizione di Dardi si basa più sull'affinità linguistica che su quella etnica o culturale.
Le lingue dardiche costituiscono un sottogruppo delle lingue indo-iraniche; tra esse la più importante è il kashmiri, parlato da quasi 5 milioni di persone. Le altre lingue dardiche (tra cui citiamo lo shina e il khowar, parlate ciascuna da circa mezzo milione di persone) sono perlopiù lingue minoritarie.